# Oliver Stummvoll
Oliver Stummvoll (Sankt Pölten, 13 de novembro de 1995) é um modelo austríaco.